# Ayah Bdeir
Ayah Bdeir (Montreal, 1982) es una artista interactiva, empresaria e ingeniera canadiense de origen sirio, Se crio en el Líbano y en Canadá, Bdeir utiliza medios experimentales y tecnología para estudiar representaciones deliberadas e inconscientes de la identidad árabe.

## Trayectoria
Es creadora de littleBits, un kit de código abierto de circuitos preensamblados por medio de pequeños imanes.
Recibió su maestría en MIT Media Lab y sus títulos en Ingeniería Informática y Sociología en la Universidad Estadounidense de Beirut. En 2008, fue galardonada con una beca en Eyebeam Art + Technology Center en Nueva York y sigue siendo miembro honorario en la actualidad.
En 2010, recibió una beca de Creative Commons, por liderar la primera generación de hardware abierto  que fue adoptada por CERN para su licencia de hardware abierto  y ser copresidente en la inauguración de la Cumbre de Hardware Abierto. Ha impartido clases de posgrado en el Programa de Telecomunicaciones Interactivas de la Universidad de Nueva York (ITP) y Parsons The New School for Design.
En 2010, se desempeñó como mentora de diseño en el reality show, Estrellas de la Ciencia. En enero de 2011, en su segunda temporada, Estrellas de la Ciencia, creado por la Fundación Catar, es el primer programa de reality-TV Panárabe dedicado a la innovación, con el objetivo de sacar a la luz a la próxima generación de jóvenes innovadores árabes.
En 2011, Bdeir recibió la prestigiosa beca TED., la cual incluía una invitación para dar un discurso en el evento TED en Long Beach en 2012.

## Principales obras
- Ejet Ejet: Electricidad Elusiva (Ejet Ejet) es una instalación interactiva de neón que encarna el personaje inmaterial de la electricidad en el mundo árabe. La pieza brilla por medio de luz de neón brillante intrigando a los transeúntes, cada vez que uno se acerca, la luz parpadea, produce zumbidos,  finalmente se apaga y la habitación queda en completa oscuridad.

- Teta Haniya's Secrets: Una línea de ropa interior electrónica inspirada en la tradición siria de los juguetes electrónicos de hacking, se integraron en las bragas, y fueron vendidas en los zocos más casuales en la moda popular 'damascena'.

- Les Annees Lumiere: Punto de vista de un pájaro durante los 3 años de violencia,  conflictos y las luces muy brillantes en el Líbano, recordado y reproducido cada 45 minutos con luz proporcionalmente sincronizada.

- Arabiia: Una caricatura de los estereotipos de los medios de comunicación por lo general asociados con las mujeres árabes. El burka convertible está equipado con dos motores servo y un interruptor. Permite a su portador para elegir voluntariamente cuál de las dos representaciones extremas se ajusta a su estado de ánimo y audiencia.

- Búsqueda aleatoria: Una prenda intima reactiva y sutil. Graba, comparte, y analiza la experiencia de las requisas invasivas en los aeropuertos en representación de nuestros temerosos, silenciosos y respetables cuerpos.

## Ferias y exposiciones
- "Subtitulado: Relatos del Líbano", RCA (Royal College of Art) (Londres), 2011
- "Talk To Me"MoMA (Museo de Arte Moderno) (Nueva York), 2011
- "Electrónica como material", Eyebeam (Nueva York), 2010
- "7 de 7", New Museum (Nueva York), 2010[10]
- "Identidades en Movimiento", Peacock Visual Arts Gallery (Aberdeen, Escocia), 2009
- "Impulso", Ars Electronica (Linz, Austria), Obras desde el MIT Media Lab, comisariada por Hiroshi Ishii y Amanda Parkes, 2009
- "Stitch Open", Location One Gallery (Nueva York), 2005

## littleBits
littleBits es una librería de código abierto de componentes electrónicos discretos pre-ensamblados en circuitos pequeños. littleBits hace prototipos con electrónica sofisticada al unir pequeños imanes. La lógica y los circuitos son prediseñados, por lo que los usuarios pueden jugar con la electrónica sin saber electrónica. littleBits pretende trasladar la electrónica a la última etapa del proceso de diseño, y apartarlos de los expertos hacia los fabricantes y diseñadores.  En abril de 2009, se  littleBits exhibió en la MakerFaire Bay Area  y recibió el aplauso de la audiencia, además de ganar el premio Pick Blue Ribbon en 2009 y 2011. En 2011, littleBits fue adquirida por el Museo de Arte Moderno para su colección permanente.